# Был месяц май
«Был ме́сяц май» — советский художественный телефильм в двух частях режиссёра Марлена Хуциева по сценарию Григория Бакланова на основе его рассказа «Почём фунт лиха».
Фильм награждён призом международного фестиваля телефильмов в Праге (1971).

## Сюжет
Майский день 1945 года. Война закончилась неделю назад. В одной из немецких деревень останавливается на постой группа советских разведчиков. Они расположились на ферме богатого немецкого крестьянина-свиновода Рашке, живущего там с женой (гораздо моложе его) и подростком-сыном. По отношению к поселившимся у него красноармейцам и их командиру лейтенанту Николаеву Рашке ведет себя дружелюбно, даже заискивающе, но каждый вечер вместе со своим семейством отправляется ночевать к родственникам.
Отправившись на мотоцикле в город, лейтенант попадает в аварию, после чего ему оказывает помощь группа красноармейцев, расположившаяся в брошенном хозяевами особняке неподалёку. В их компании он задерживается, остаток дня они проводят в дружеской посиделке, разговорах о войне и мире, предстоящей послевоенной жизни, и кроме прочего обсуждают поражающую налаженность и рациональность хозяйства жителей побеждённой Германии.
Поздно вечером они отправляются на прогулку по окрестностям, в ходе которой они забредают в опустевший концлагерь, расположенный рядом с городом. В гнетущей тишине ходят они по тёмным зловещим коридорам и баракам безлюдного лагеря, натыкаясь на брошенные вещи его бывших обитателей — лагерные халаты, ржавые ложки и разбросанные по полу большие жестяные банки (вероятно, ёмкости из-под отравляющих веществ). В частности, заходят в комнату с необычно толстыми стенами, большими печами и отверстиями в потолке, осмотрев которую, решают, что это, видимо, была котельная.
На следующий день он возвращается на ферму, где сын хозяина жалуется ему, что один из его солдат накануне убил одну из содержавшихся на их ферме свиней. Когда другие солдаты набрасываются на хозяина, крича, что обвинённый его сыном солдат — чудом оставшийся в живых житель сожжённой деревни, лейтенант приказывает им прекратить.
Вечером семейство Рашке как обычно, заперев амбар, покидает ферму. После их ухода на ферму приходят трое измождённых мужчин — бывших заключённых того лагеря. Один из них, поляк Штефан, путая русские и польские слова, рассказывает, что когда-то он и его жена Катаржина работала у Рашке. Работать ей приходилось так много, что она не могла заботиться об их сыне, который вскоре умер. После этого Катаржина сошла с ума, и Рашке отвёл её в лагерь, где она была умерщвлена. Штефан рассказывает о находившихся в лагере газовой камере и крематории, которые он «возводил собственными руками», и о том, как в них умерщвлялись женщины и дети. Пеплом их сожжённых в крематории тел удобрялись поля в округе. «Теперь она [имеется в виду убитая и сожжённая Катаржина] — везде» — заканчивает он, глядя в поле.
Другой бывший заключённый, инженер, немец, но хорошо говорит по-русски (до войны он некоторое время работал в СССР). Он рассказывает, как после казни брата его жены — немецкого коммуниста — ей пришёл счёт на оплату государственных расходов по содержанию казнённого в тюрьме: за каждого казнённого платить должны были его родственники. Вспоминая довоенную жизнь, он произносит короткий, но полный горечи монолог о том, какой неожиданной болью и каким предательством стала для мирных немцев война. Однако третий, немец, его товарищ, просит не говорить плохо о Германии, об их общей Родине. «Для тех, кто расстрелян, погиб, умер с голоду — где их Родина?!», — спрашивает его в ответ инженер.
Третий говорит только по-немецки. Он болезненно ругается, заслышав лай собак. Инженер говорит, что его спутник ненавидит собак (очевидно ассоциирующихся у него с лагерной охраной).
Потрясённые рассказами заключённых, красноармейцы решают схватить Рашке и бросаются на его поиски, но нигде не находят его. На следующий день он на ферму не вернулся.
Начинается фильм длинной чередой кадров военной кинохроники. Заканчивается фильм документальными кадрами послевоенной мирной городской жизни, которую сопровождает мелодия «Mama» Сонни Боно в аранжировке Поля Мориа и его оркестра, создающими пронзительный контраст с рассказанной историей.

## В ролях
- Александр Аржиловский — лейтенант Николаев
- Пётр Тодоровский — старший лейтенант Владимир Яковенко
- Сергей Шакуров — Маргослин
- Виктор Уральский — Голуб
- Игорь Класс — Авдей
- Вацловас Бледис — Рашке
- Эугения Плешките — Герта
- Ришард Урбанович — Штефан
- Дитрих Каплун (правильно — Дитер Каплун)
- Георгий Прусов
- Виктор Лазарев — солдат
- Владимир Насонов
- Николай Бадин — Черняев
- Евгений Пушко
- Леонид Трутнев — Макар Анисимов, «Макарушка»
- Владимир Гостюхин — Микола Нырков (нет в титрах)

## Съёмочная группа
- Автор сценария: Григорий Бакланов
- Режиссёр: Марлен Хуциев
- Оператор: Владимир Ошеров
- Художники: Леонид Перцев, Владимир Коровин

## Музыка
В титрах к фильму авторы и исполнители музыки не указаны.
В сцене,где лейтенант заводит патефон,звучит произведение "Komm zurück" на аккордеоне
Документальные кадры в начале фильма идут под музыку П. И. Чайковского — звучат финальные минуты первой части Lento lugubre симфонии «Манфред».
Вальс на гитаре исполняет Пётр Тодоровский, название вальса — «Память цветов», написал итальянский композитор Ф. Росси.
В сцене с зарезанной свиньёй советские солдаты — Голуб, Авдей и Анисимов («Макарушка») — исполняют песню «Куст ракитовый», музыка К. Листова, слова П. Шубина.
В сцене ожидания лейтенанта Николаева и бывших заключённых концлагеря с шоссе доносится песня «На коне вороном» («На коне вороном выезжал партизан…»), исполняемая проходящими советскими солдатами. Музыка В. Захарова (1937), авторство слов иногда приписывается М. Исаковскому, но по всей вероятности, это сделанное поэтом переложение текста народной песни, возникшей ранее либо в годы Гражданской войны, либо в первой половине 1920-х годов, о чём, кроме всего прочего, свидетельствует бытование множества его вариантов.
Фильм заканчивается документальными кадрами послевоенной мирной городской жизни, которую сопровождает мелодия из песни «Mama» (1966), автор музыки Сонни Боно, в исполнении оркестра Поля Мориа (1967). Композиция также была музыкальной темой передачи «От всей души» Центрального телевидения.
Финальные титры сопровождаются мелодией из песни «Синий платочек» (1940), композитор Ежи Петерсбурский, в исполнении духового оркестра.